# Dietrichsdorf
Dietrichsdorf este o comună din landul Saxonia-Anhalt, Germania.